# Calopteryx splendens
Calopteryx splendens este o specie de libelule zigoptere. Se întâlnește de-a lungul cursurilor de apă lin-curgătoare de coasta atlantică a Europei până în nord-vestul Chinei.

## Descriere
Lungimea totală a Calopteryx splendens este de 45-48 mm, inclusiv lungimea abdomenului de 36 mm. Anvergura aripilor constituie 70 m. Masculii și femele de deosebesc după colorit și structura aripilor. Corpul masculilor are o nuanță albăstruie cu irizații metalice verzui. Pa partea externă a aripilor, masculii prezintă o fâșie mediană negricioasă. Aripa este lipsită de pterostigmă.
Femelele sunt colorate în verde cu irizații metalice albastre sau portocali. Aripile sunt transparente în întregime, posedă pterostigmă de culoare albă. 

## Dezvoltarea

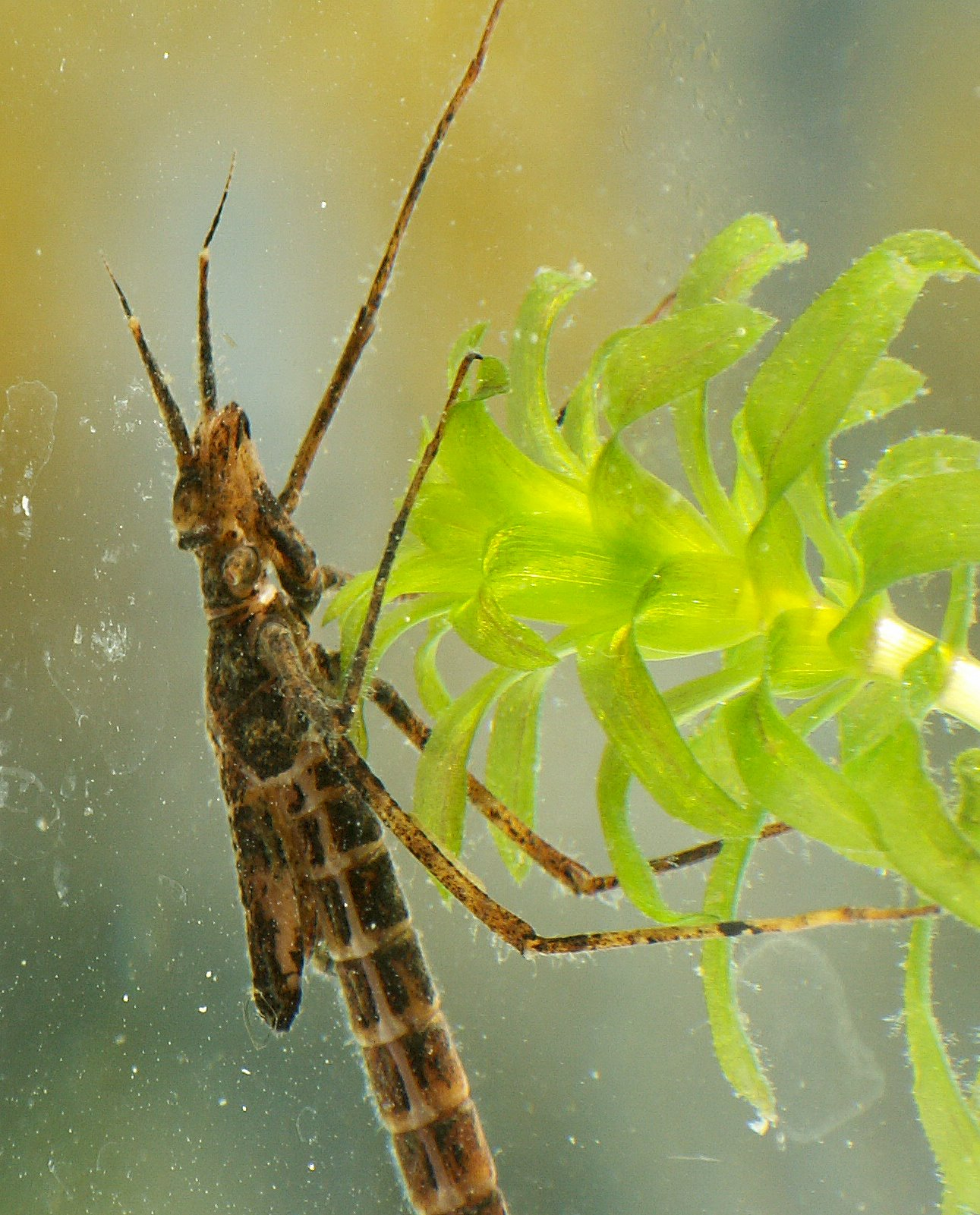
Larvă de Calopteryx splendens

Ponta cu ouă este depusă pe tulpinile și frunzele plantelor acvatice sau semiacvatice. Eclozare larvelor are loc după 14 zile de la depunere. Corpul larvelor este de culoare maronie, cilindri, picioarele alungite. Lungimea larvelor, inclusiv branhiile abdominale, constituie 32-34 mm. Perioada larvară durează circa 2 ani. 

## Ecologie
Adulții pot fi văzuți de la sfârșitul lunii iunie până la mijlocul lunii septembrie. Habitează în bazine acvatice cu apă curgătoare, cu o vegetație bogate și mâloase. Masculii sunt observați zburând deasupra suprafeței ape, femele preferând să stea pe plante.

## Răspândire
Calopteryx splendens populează bazinele acvatice din Europa de Vest până în regiunea lacului Baikal și nord-vestul Chinei, în Africa de Nord și Orientul Apropiat. Este o specie foarte numeroasă în regiunile populate. 